# Ferdinand Bol
Ferdinand Bol (n. iunie 1616, Dordrecht, Olanda de Sud, Țările de Jos – d. iulie 1680, Amsterdam, Comitatul Olanda, Provinciile Unite) a fost un pictor, gravor și desenator neerlandez. Deși lucrările sale care au supraviețuit sunt rare, ele afișează influența lui Rembrandt; la fel ca magistrul său, Bol a favorizat subiecte istorice, portrete, numeroase autoportrete și figuri individuale în vestimentație exotică.

## Galerie (lucrări selectate)

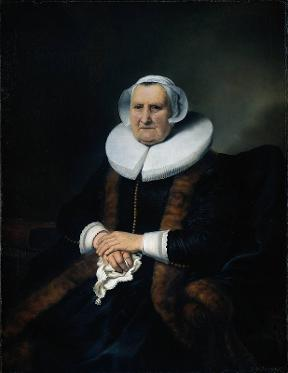
Portretul lui Elisabeth Bas
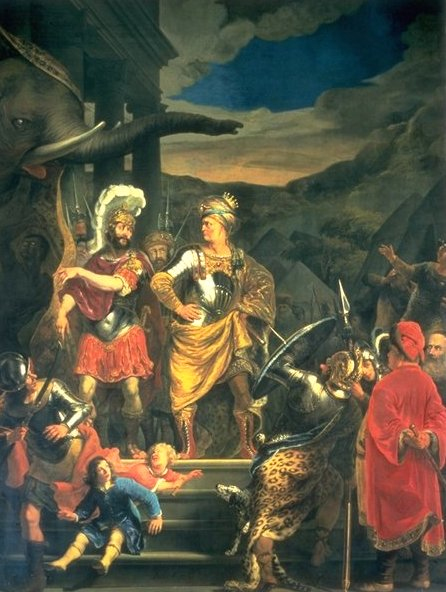
Pyrrhus își arată elefantul către Fabritius, Palatul Regal din Amsterdam
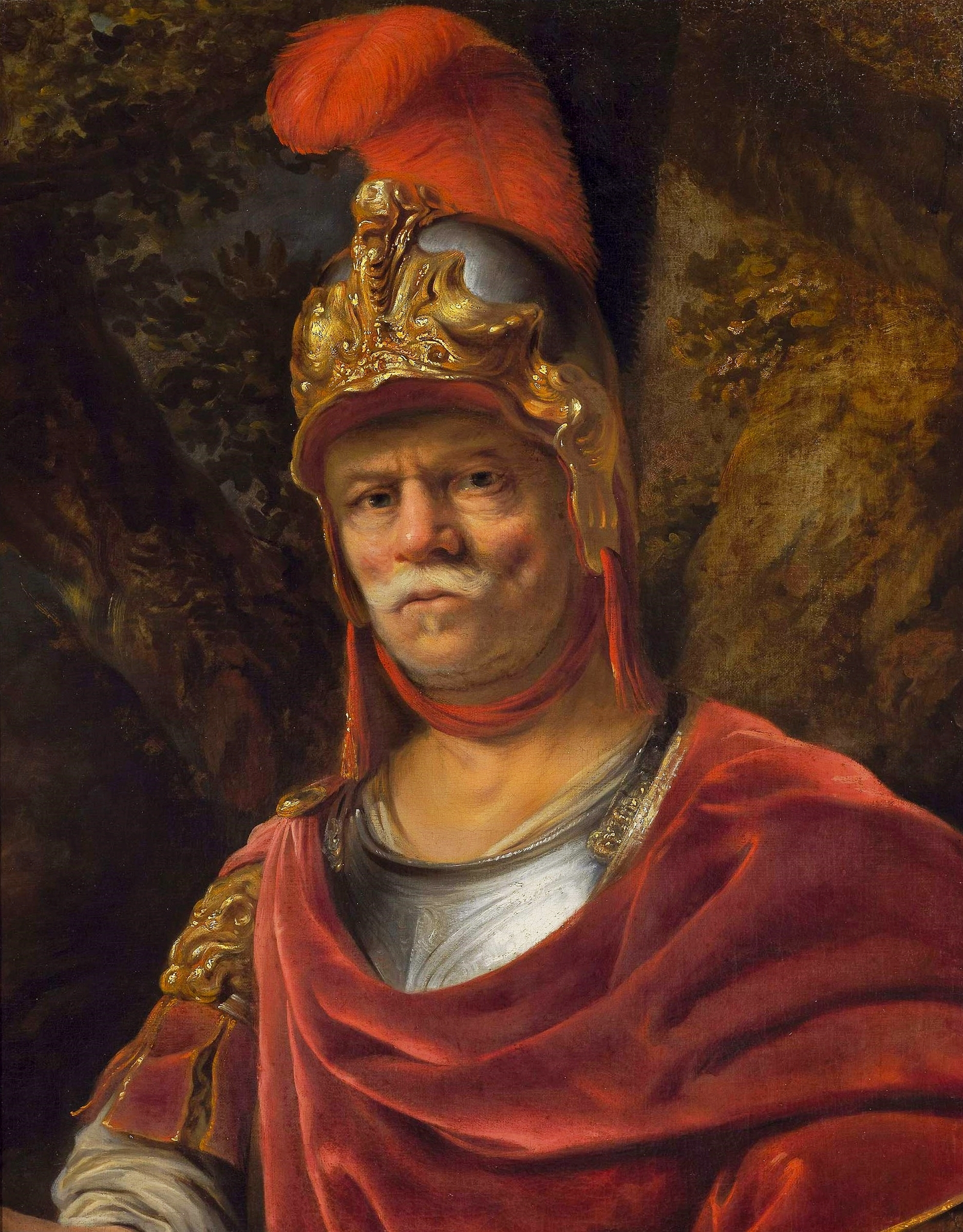
Om cu cască de aur (Marte), Muzeul Național, Varșovia
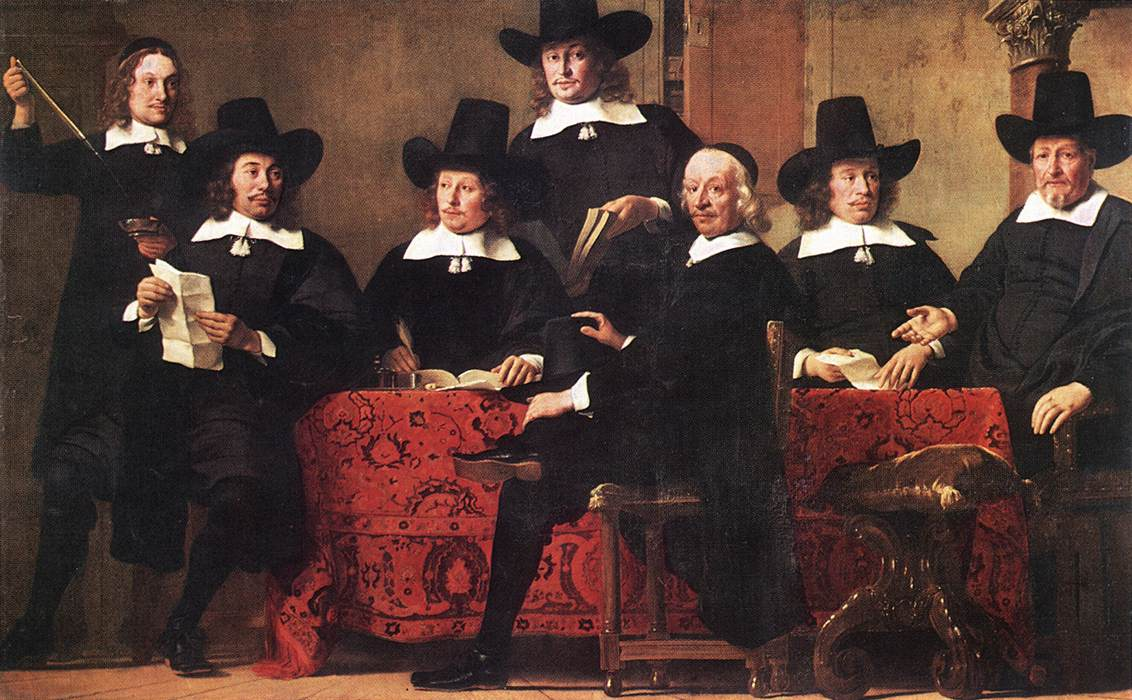
Guvernatori ai Ghildei Negustorilor de Vinuri, Alte Pinakothek, München
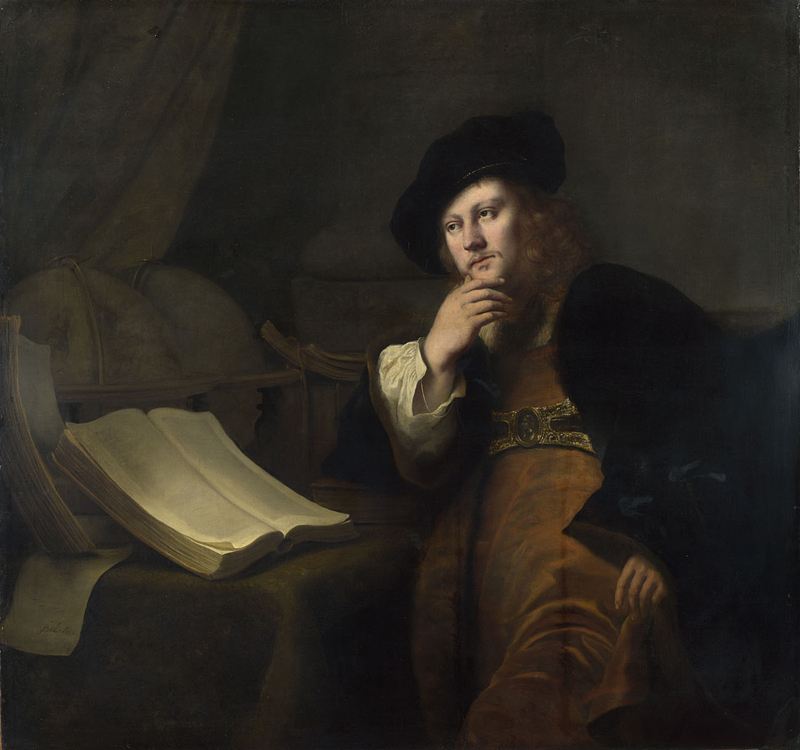
Astronom, National Gallery, Londra
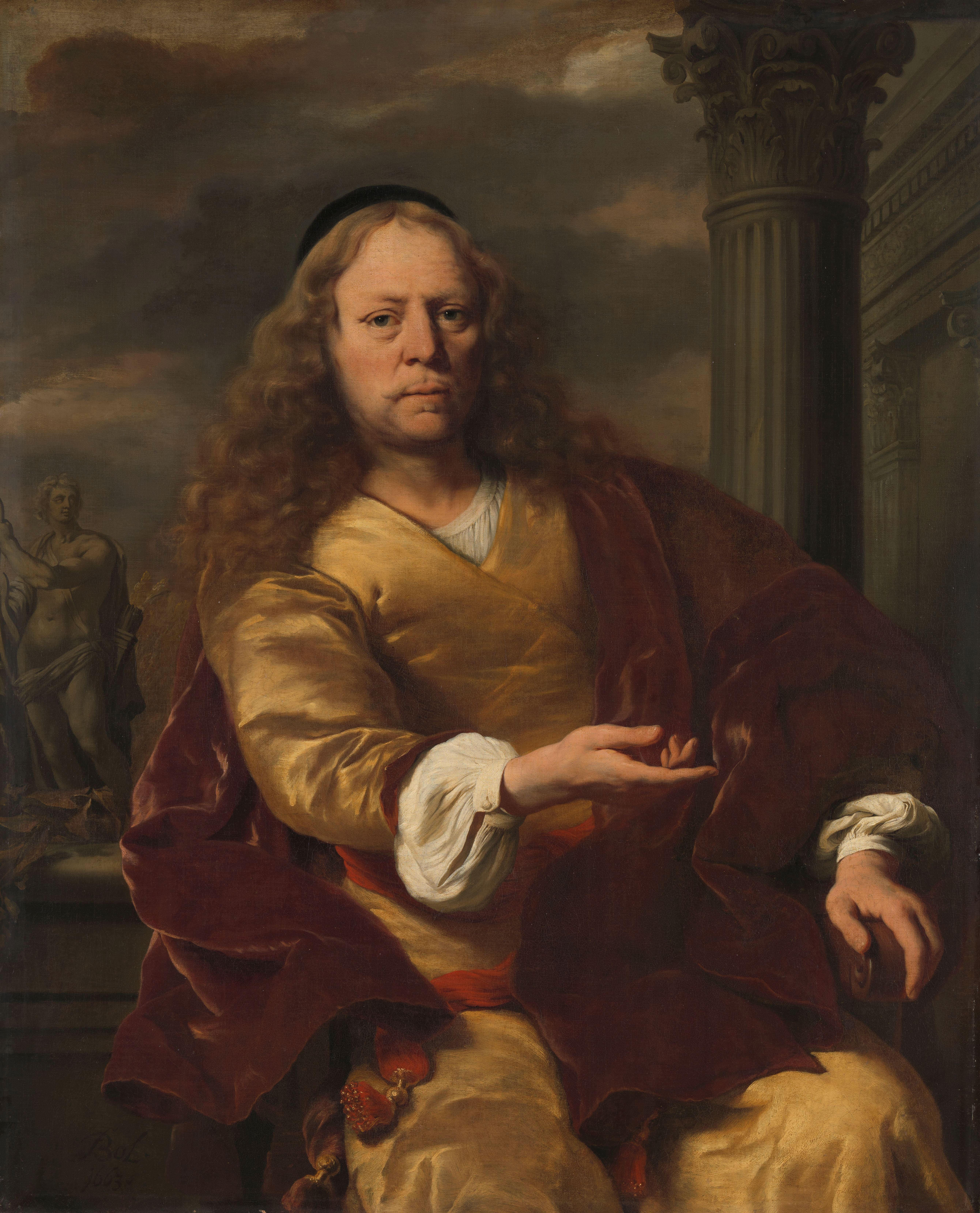
Portretul unui om (Bol), Rijksmuseum, Amsterdam

## Legături externe
- Ferdinand Bol page at the Rijksmuseum's web site with the famous portrait of Elisabeth Bas.
- Works and literature at PubHist
- Portrait of a gentlemen
- Two paintings by Bol for the townhall, click "verder" to see the second one
- Ferdinand Bol. Paintings